# Cereus lamprospermus
Cereus lamprospermus es una especie de planta suculenta perteneciente al género Cereus, dentro de la familia Cactaceae. Se distribuye desde Bolivia hasta Paraguay. 

## Descripción
Cereus lamprospermus es una especie de cactus que crece en forma de árbol, con tallos erguidos y muy ramificados. Puede alcanzar alturas de 6 a 15 m, con un tronco bien formado de hasta 40 cm de diámetro. Los tallos están segmentados, son cilíndricos, de color gris verdoso y alcanzan un diámetro de 10 a 12 cm. 
Cada segmento puede alcanzar hasta 50 cm de longitud y presenta de 4 a 6 costillas gruesas y romas que miden de 3 a 7 cm de alto. En ellas se asientan areolas grises casi circulares, las cuales están muy separadas unas de otras. Tienen de 5 a 8 espinas rectas de color marrón amarillento y miden de 1 a 6 cm de largo. Además, las plantas jóvenes casi no tienen espinas.
Las flores son de color blanco y miden entre 15 y 25 cm de largo. Los frutos son de color marrón anaranjado y miden de 8 a 12 cm de largo. Contienen una pulpa de color blanco repleta de semillas negras brillantes.

## Distribución y hábitat
El área de distribución nativa de esta especie va desde Bolivia hasta Paraguay y crece principalmente en el bioma tropical estacionalmente seco.

## Taxonomía
Cereus lamprospermus fue descrita por el botánico alemán Karl Moritz Schumann y publicada por primera vez en la revista científica Monatsschrift für Kakteenkunde 9: 166 en 1899.
Etimología
- Cereus: nombre genérico que deriva del término latíno cereus (que se traduce como 'vela' o 'cirio'), haciendo alusión a su forma alargada perfectamente recta.[5]
- lamprospermus: epíteto específico que deriva de las palabras griegas lampros (que significa 'brillante') y esperma (que significa 'semilla'), haciendo referencia a las semillas de apariencia brillante de la especie.[6]

### Subespecies
Actualmente se distinguen dos subespecies:
| Imagen | Subespecie                                                           | Descripción                                                                                 | Distribución       |
| ------ | -------------------------------------------------------------------- | ------------------------------------------------------------------------------------------- | ------------------ |
|        | Cereus lamprospermus subsp. colosseus (F.Ritter) P.J.Braun & Esteves | Presenta un crecimiento más robusto y grueso, con tallos que alcanzan hasta 15 m de altura. | Bolivia            |
|        | Cereus lamprospermus subsp. lamprospermus                            | Presenta un crecimiento más delgado, con tallos que alcanzan los 9 m de altura.             | Bolivia y Paraguay |

Sinonimia
- Sinónimos de Cereus lamprospermus subsp. colosseus:
  - Cereus colosseus (F.Ritter) Guiggi, 2012
  - Cereus grandicostatus Werderm., 1935
  - Piptanthocereus colosseus F.Ritter, 1980

- Sinónimos de Cereus lamprospermus subsp. lamprospermus: (no tiene)

## Estado de conservación
En la Lista Roja de Especies Amenazadas de la UICN, la especie está clasificada como de “Preocupación Menor (LC)”.

## Usos
Se cultiva principalmente como planta ornamental y su propagación se realiza a través de esquejes o semillas.